# Relations entre la France et l'Uruguay
Les relations entre la France et l'Uruguay désignent les relations diplomatiques bilatérales s'exerçant entre, d'une part, la République française, État principalement européen, et de l'autre, la république orientale de l'Uruguay, État d'Amérique du Sud. 

## Histoire
L'invasion napoléonienne de l'Espagne déclencha indirectement la guerre d'indépendance d'Uruguay. La France et l'Uruguay établirent des relations diplomatiques en 1830. Lorsque la France organisa le blocus de Rio de la Plata, elle affecta l'économie de l'Uruguay. 

Au cours de la première moitié du dix-neuvième siècle, l'Uruguay accueillit la plus grande partie des immigrants français en Amérique du Sud. Entre 1833 et 1842, 13 922 Français partirent pour l'Uruguay. 
L'Uruguay est l'avant-dernière étape du voyage de Charles de Gaulle en Amérique du Sud, un périple de 32 000 km s'étalant du 21 septembre au 16 octobre 1964 qui permet au président français de visiter dix pays sud-américains. La Caravelle du président français atterrit à l'aéroport de Carrasco, qui dessert Montevideo, le 8 octobre au matin sous une pluie battante. De Gaulle est accueilli par le Président du Conseil national du gouvernement Luis Giannattasio. Malgré les intempéries, une foule nombreuse, les journalistes du Monde évoquent des centaines de milliers de personnes, se masse au passage de son cortège qui l'amène vers la capitale du pays. Le 10 octobre, après une cérémonie d'adieux sur le môle d'escale, de Gaulle appareille pour le Brésil à bord du croiseur Colbert.

## Période contemporaine

### Échanges culturels
L'Uruguay est membre observateur de l'Organisation internationale de la francophonie. La France a constitué un modèle pour les institutions et le système scolaire uruguayens. Elle a également accueilli de nombreux réfugiés politiques. L'Uruguay accueille un lycée français. 

### Liens économiques
Les liens économiques sont forts, portés par l'implantation d'entreprises françaises en Uruguay et la protection réciproque des investissements. La France est l'un des premiers investisseurs en Uruguay.